# Sydkoreas damlandslag i handboll
Sydkoreas damlandslag i handboll representerar Sydkorea i handboll på damsidan. Sydkorea är Asiens absolut mest framgångsrika damhandbollslandslag. Laget etablerade sig i slutet av 1980-talet i världseliten.

## Meriter
| - 1957 i Jugoslavien: Ej kvalificerade - 1962 i Rumänien: Ej kvalificerade - 1965 i Västtyskland: Ej kvalificerade - 1971 i Nederländerna: Ej kvalificerade - 1973 i Jugoslavien: Ej kvalificerade - 1975 i Sovjetunionen: Ej kvalificerade - 1978 i Tjeckoslovakien: 10–12:a - 1982 i Ungern: 6:a - 1986 i Nederländerna: 11:a - 1990 i Sydkorea: 11:a - 1993 i Norge: 11:a - 1995 i Österrike och Ungern: Guld - 1997 i Tyskland: 5:a - 1999 i Norge och Danmark: 9:a - 2001 i Italien: 15:e - 2003 i Kroatien: Brons - 2005 i Ryssland: 8:a - 2007 i Frankrike: 6:a - 2009 i Kina: 6:a - 2011 i Brasilien: 11:a - 2013 i Serbien: 12:a - 2015 i Danmark: 14:e - 2017 i Tyskland: 13:e - 2019 i Japan: 11:e - 2021 i Spanien: 14:e - 2023 i Danmark, Norge & Sverige: 22:a | - 1987 i Amman: Guld - 1989 i Peking: Guld - 1991 i Hiroshima: Guld - 1993 i Shantou: Guld - 1995 i Seoul: Guld - 1997 i Amman: Guld - 1999 i Kumamoto: Guld - 2000 i Shanghai: Guld - 2002 i Almaty: Silver - 2004 i Hiroshima: Brons - 2006 i Guangzhou: Guld - 2008 i Bangkok: Guld - 2010 i Almaty: Silver - 2012 i Yogyakarta: Guld - 2015 i Jakarta: Guld - 2017 i Suwon: Guld - 2018 i Japan: Guld - 2021 i Jordanien: Guld - 2022 i Sydkorea: Guld | - 1976 i Montreal: Ej kvalificerade - 1980 i Moskva: Ej kvalificerade - 1984 i Los Angeles: Silver - 1988 i Seoul: Guld - 1992 i Barcelona: Guld - 1996 i Atlanta: Silver - 2000 i Sydney: 4:a - 2004 i Aten: Silver - 2008 i Peking: Brons - 2012 i London: 4:a - 2016 i Rio de Janeiro: 10:a - 2020 i Tokyo: 8:a |

## Spelare i urval
- Kim Hyun-mee (Årets bästa handbollsspelare i världen 1989)
- Lim O-kyeong (Årets bästa handbollsspelare i världen 1996)
- Han Hyun-sook
- Lee Mi-young
- Han Sun-hee
- Hong Jeong-ho
- Moon Hyang-ja
- Oh Seong-ok
- Park Jeong-lim
- Woo Sun-hee